# Томпсон-Спрінгс (Юта)
Томпсон-Спрінгс (англ. Thompson Springs) — переписна місцевість (CDP) в США, в окрузі Гранд штату Юта. Населення — 34 особи (2020).

## Географія
Томпсон-Спрінгс розташований за координатами 38°57′49″ пн. ш. 109°42′13″ зх. д. / 38.96361° пн. ш. 109.70361° зх. д. (38.963575, -109.703719). За даними Бюро перепису населення США в 2010 році переписна місцевість мала площу 8,25 км², уся площа — суходіл.

## Демографія
Згідно з переписом 2010 року, у переписній місцевості мешкало 39 осіб у 26 домогосподарствах у складі 8 родин. Густота населення становила 5 осіб/км². Було 43 помешкання (5/км²).
Расовий склад населення:
| - 94,9 % — білих |

До двох чи більше рас належало 5,1 %. Частка іспаномовних становила 0,0 % від усіх жителів.
За віковим діапазоном населення розподілялося таким чином: 7,7 % — особи молодші 18 років, 69,2 % — особи у віці 18—64 років, 23,1 % — особи у віці 65 років та старші. Медіана віку мешканця становила 54,6 року. На 100 осіб жіночої статі у переписній місцевості припадало 116,7 чоловіків; на 100 жінок у віці від 18 років та старших — 125,0 чоловіків також старших 18 років.
Цивільне працевлаштоване населення становило 41 особа. Основні галузі зайнятості: будівництво — 53,7 %, роздрібна торгівля — 46,3 %.